# التحليل الثلاثي للمخزون
(بالإنجليزية: ABC-Analyse)‏، تحليل المواد في المستودعات ويسمى التقسيم الثلاثي للمخزون
لماذا التحليل الثلاثي للمخزون؟

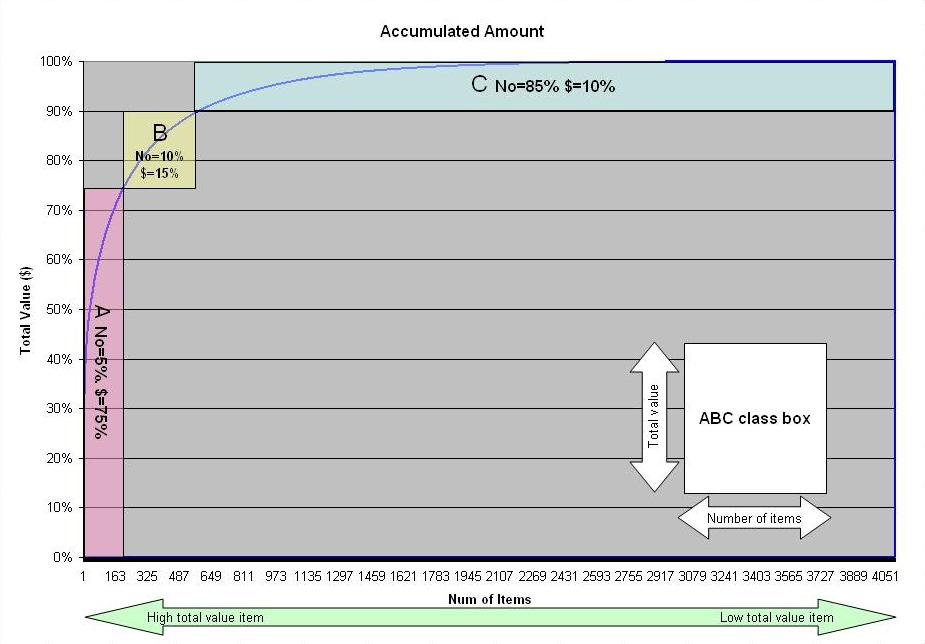

التقسيم أو التحليل الثلاثي للمخزون هو:
1. نظام مراقبة المخزون
2. يصنف حسب حجم الدولار

تقسيم المواد المخزونه إلى ثلاثه اقسام متدرجه في الأهمية
- "A class" وحيث نبدء بالفئة الأكثر أهمية ويرمز لها بالرمز A
- "B class" الفئة متوسطة الأهمية ويرمز لها بالرمز B
- "C class" الفئة الاقل أهمية ويرمز لها بالرمز C

## وصلات خارجية
- التقسيم الثلاثي للمخزون[وصلة مكسورة]